# Marocco

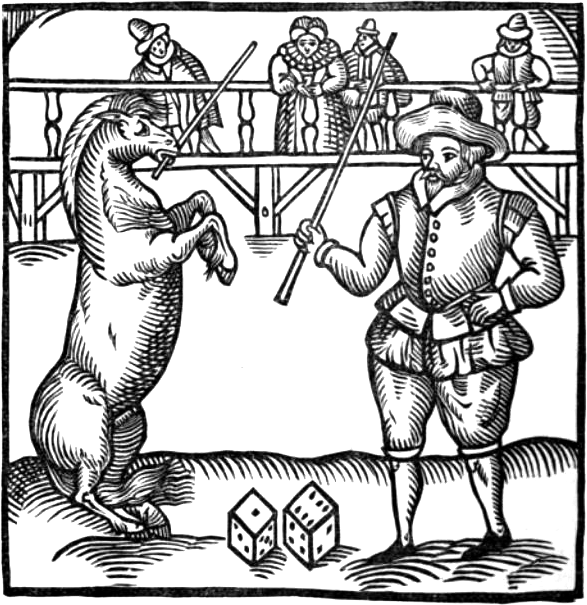
William Banks führt Marocco vor

Marocco (* im 16. Jahrhundert; † um 1606) war ein dressiertes Pferd. Er ist das einzige Pferd, das je den Turm der Old St Paul’s Cathedral (ca. 100 m) in London erklommen hat und wieder hinabgestiegen ist.

## Vorgeschichte
Maroccos Trainer William Banks (der Name erscheint auch in den Formen Bankes, Bancks, Banckes etc.; außerdem wird mitunter der Vorname Richard genannt) wurde wohl in den 1560er Jahren in Staffordshire geboren und arbeitete wahrscheinlich zunächst für den Earl von Essex. Im Sommer 1591 tauchte er mit einem weißen Pferd in Shrewsbury auf und führte einige Tricks vor. Dieses erste Pferd, das Banks vorführte, schien etwa Geld zählen und Menschen an der Farbe ihrer Kleidung erkennen zu können.

## Maroccos Leben
In den 1580er Jahren hatte Banks sich ein Fohlen zugelegt, das er von klein auf trainierte. 1592 oder 1593 verkaufte er seinen Besitz in Staffordshire, ließ das Pferd, das den Namen Marocco nach einer damals gebräuchlichen Sattelform trug, mit silbernen Eisen beschlagen und zog mit ihm nach London. Vermutlich waren die Vorführungen dort gleich finanziell erfolgreich. Marocco konnte auf zwei und auf vier Beinen tanzen, sich totstellen, bestimmte Personen auf Befehl aus dem Publikum holen und auf die Bühne führen und den Anschein erwecken, als sei er in der Lage, Geld zu zählen. Ein beliebter und später von zahlreichen Tierdresseuren nachgeahmter Trick war, das Tier sich devot vor der Königin von England verneigen zu lassen, aber eine wütende Reaktion zu provozieren, wenn der Name des Königs von Spanien genannt wurde. Einem Gedicht von John Donne ist zu entnehmen, dass diese angebliche Aversion gegen den spanischen Monarchen auch von Affen und Elefanten geteilt wurde. Dort wird Marocco als „wise politique horse“ bezeichnet. Auf Maroccos angebliche Fähigkeit, den Wert von Münzen anzugeben, ging offenbar William Shakespeare in Verlorene Liebesmüh ein. Er nannte das Tier das „dancing horse“, was zu einer gängigen Bezeichnung für Marocco wurde. Shakespeares Erwähnung des tanzenden Pferdes wurde von Literaturwissenschaftlern zur Datierung des Theaterstücks herangezogen.
Banks verdiente mit Marocco viel Geld. Er bezog ein Quartier im Bell Savage Inn bei Ludgate Hill; die Vorführungen fanden in einem eigens errichteten Gebäude bei der Gracious Street statt (heute Gracechurch Street). Ein Musiker unterhielt das Publikum zwischen den einzelnen Auftritten des Pferdes und begleitete die Vorführungen. Um die Mitte der 1590er Jahre zeigte Banks zum Teil noch eher burleske Tricks. So ließ er etwa das Pferd eine große Menge Wasser trinken, damit Marocco auf Befehl urinieren konnte. John Bastard, ein zeitgenössischer Dichter, fasste sein Amusement in die Worte:

“Bankes has a horse of wondrous qualitie,

For he can fight, and pisse, and daunce, and lie,

And find your purse, and tell what coyne ye have …”

„Banks hat ein Pferd mit erstaunlichen Fähigkeiten,

denn es kann kämpfen, pissen, tanzen und sich hinlegen

und deine Geldbörse finden und sagen, was du an Münzen hast …“

Allerdings kam dieser Trick wohl nicht beim gesamten Publikum gut an und wurde später nicht mehr vorgeführt. Zumindest bei Männern war dagegen die „Jungfrauenprobe“ (auch „Jungfernprobe“ genannt) beliebt: Marocco holte auf Befehl keusche Jungfrauen und auch deren Gegenteil aus dem Publikum auf die Bühne. Banks soll damals seinem Pferd befohlen haben, den verrücktesten Mann der Umgebung auf die Bühne zu zerren und Marocco soll daraufhin den mit Banks befreundeten und recht populären Clown Richard Tarlton vorgeführt haben. Der Wahrheitsgehalt dieser Erzählung ist allerdings fraglich, da, soweit dies rekonstruierbar ist, Tarlton († 1588) verstorben war, ehe Marocco öffentlich auftrat. Nicht ganz auszuschließen ist freilich, dass Marocco älter war als allgemein angenommen oder dass er identisch mit dem weißen Pferd war, das Banks zuvor vorgeführt hatte – es gibt allerdings Zeugnisse darüber, dass Marocco kein Schimmel, sondern ein Brauner war.
Jedenfalls hatte Marocco einen hervorragenden Ruf und wurde auch in literarischen Texten gerühmt. Ein Lobgedicht mit dem Titel Ballad Shewing the Strange Qualities of a Young Nagg called Morocco erschien im Herbst 1595, ist aber nicht erhalten geblieben. Wenig später wurde Maroccus Extaticus; or, Bankes Bay Horse in a Trance in London publiziert. Es stammte angeblich von Iohn Dando und Harrie Runt, wurde aber wahrscheinlich eher von Ghostwritern aus Oxford verfasst und war in Gestalt eines Dialogs zwischen Mr. Banks und seinem Pferd abgefasst.
Die Vorstellung, dass Marocco mit Banks kommunizieren könne, war weit verbreitet – ebenso der Gedanke, dass bei den Vorführungen Hexerei mit im Spiel sei. Zwischen 1595 und 1597 bereiste Banks mit Marocco etliche englische Städte, und es kam immer wieder vor, dass Menschen im Publikum schockiert waren und von Angstzuständen heimgesucht wurden, weil sie an die Anwesenheit höherer und finsterer Mächte glaubten. Über die Tournee nach Schottland berichtete Patrick Henderson in seiner History of Scotland.

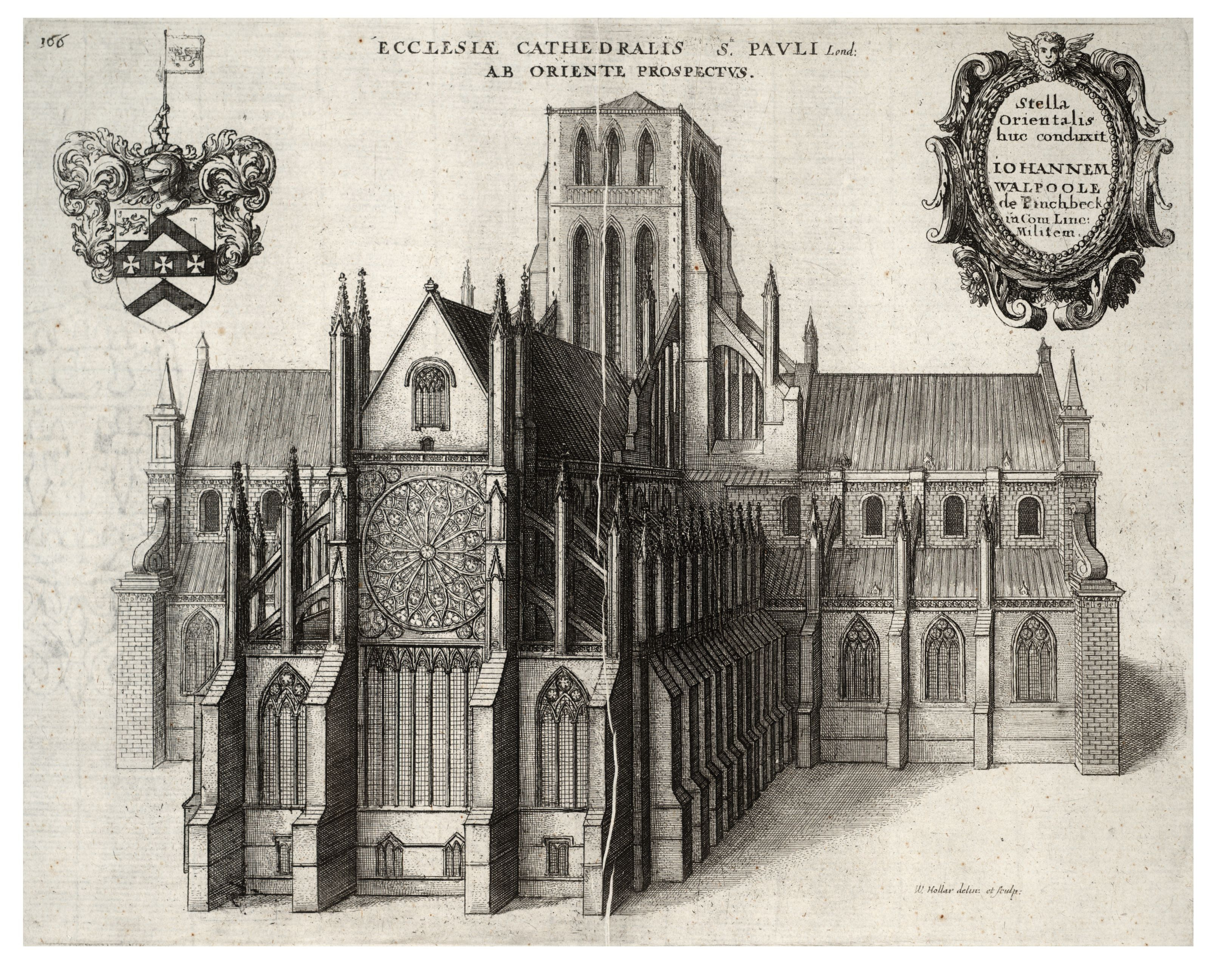
Die Old St Paul’s Cathedral im 17. Jahrhundert

In den späten 1590er Jahren kehrte William Banks mit Marocco nach London zurück und musste feststellen, dass die Konkurrenz durch abgerichtete Tiere stark angewachsen war. So gab es jetzt in London einen dressierten Elefanten und ein tanzendes Kamel. Banks musste sich, um mitzuhalten, einen neuen spektakulären Trick mit Marocco einfallen lassen, und dies gelang ihm: Marocco sollte das erste und einzige Pferd sein, das je den Turm der Old St Paul’s Cathedral erklomm. Diese Kirche sah zu Maroccos Zeit anders aus als heute: Sie war 1561 durch einen Blitzschlag schwer beschädigt worden und hatte noch nicht die später aufgesetzte Kuppel, sondern statt dieser einen Turm, auf den mehr als 1000 Stufen hinaufführten. Im Februar 1601 gelang es Marocco tatsächlich, über das Treppenhaus dieses Turmes auf das Dach zu gelangen, wo eine akrobatische Vorführung stattfand, und anschließend auf demselben Weg wieder hinabzusteigen. Diese ungewöhnliche Leistung wurde von Thomas Dekker in seinem Werk Guls Hornebooke gewürdigt.
Im März 1601 reiste Banks mit Marocco aufs europäische Festland und ließ sich im Lion d’Argent in der Rue Saint Jacques in Paris nieder. Das Pferd trat in Frankreich unter dem Namen „Monsieur Moraco“ auf und hatte dort den gleichen großen Erfolg wie in England. Banks und Marocco wurden in einer umfangreichen Fußnote zu einer französischen Apuleius-Ausgabe von Jean de Montlyard gewürdigt. Die bisherigen Tricks wurden um einige Details erweitert. Banks machte nun das Publikum glauben, Marocco könne sogar mit verbundenen Augen Geld zählen und kenne den aktuellen Kurs für die goldenen Écus. Der Erfolg war jedoch beinahe zu groß: Schließlich wurde Banks in Haft genommen, weil man ihm Zauberei vorwarf, und er musste darlegen, dass Maroccos Handlungen ausschließlich auf sorgfältiges Training zurückzuführen waren und das Pferd seine Anweisungen in Form winziger, kaum wahrnehmbarer Zeichen erhielt. Er behauptete auch, innerhalb eines einzigen Jahres jedes beliebige andere Pferd ebenso abrichten zu können.
1601 und 1602 bereisten Banks und Marocco weitere Städte Frankreichs. In Orléans gerieten sie wiederum in den Verdacht, mit finsteren Mächten im Bunde zu sein. Banks wurde samt seinem Pferd abermals verhaftet, diesmal auf das Betreiben von Mönchen und Priestern hin, und sollte mit Tod durch Verbrennen bestraft werden. Es gelang ihm jedoch, eine Abschiedsvorstellung durchzusetzen. Im Verlauf dieser Vorführung ging Marocco auf einen Priester zu, der ein großes Kruzifix um den Hals trug, kniete vor ihm nieder und „küsste“ das Kreuz – womit der Beweis erbracht schien, dass weder das Pferd noch der Besitzer mit dem Teufel im Bunde sein konnte, und die Anklage aufgehoben wurde. Bischof Morton verarbeitete diese Episode im Leben des Pferdes später in seiner Schrift A Direct Answer to the Scandalous Exceptions of Theophilus Higgons. Ben Jonson ließ in einem Epigramm von 1616 Banks und sein Pferd wirklich den Tod in den Flammen erleiden – tatsächlich aber reiste Marocco mit seinem Besitzer nach dem Vorkommnis in Orléans weiter durch Europa. Er trat wahrscheinlich unter anderem in Lissabon, Rom und Frankfurt am Main auf. Die letzte sicher datierbare Erwähnung eines Auftritts stammt aus dem April 1605. Damals war Marocco am Hof des Fürsten Heinrich Julius von Braunschweig-Wolfenbüttel zu sehen. Das Pferd soll damals 16 Jahre alt gewesen sein; sein Besitzer wurde seltsamerweise als „Reichardt Banckes“ bezeichnet. Wahrscheinlich starb Marocco bald nach diesem letzten bezeugten Auftritt.

## Nach Maroccos Tod
Banks kehrte wohl nach Maroccos Tod nach England zurück. Obwohl er einst behauptet hatte, jedes beliebige Pferd zu denselben Erfolgen führen zu können wie Marocco, gelang ihm dies offenbar nie wieder. Jedenfalls trat er nicht mehr öffentlich auf, sondern verdingte sich als Pferdetrainer für hochgestellte Persönlichkeiten. 1632 eröffnete er – mit königlicher Protektion – im Alter von über 70 Jahren eine Kneipe in London. Das Etablissement muss erfolgreich gewesen sein. 1637 schrieben einige Freunde Banks’ eine Satire über die exotischen Gerichte, die man bei ihm angeboten bekam. 1639 wurde er in Shirley’s Ball wohl zum letzten Mal zu seinen Lebzeiten erwähnt. Aber auch nach ihrem Tod blieben sowohl Banks als auch Marocco bekannte Erscheinungen. In seinen Pleasant Notes to Don Quixot von 1654 lässt Edmund Gayton Marocco mit Rosinante sprechen, und 1626 tauchte er in einem Pamphlet als „le joly Monsieur Maroc“ auf, der anstelle von Dantes Vergil in der Hölle sitzt und dort Besucher unterhält.

## Banks’ Tricks

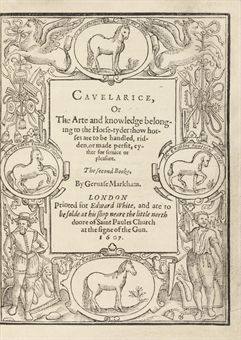
Markhams Buch Cavelarice

Nachdem Banks feststellen musste, dass er keinen zweiten Marocco heranziehen konnte, verriet er dem Pferdesachverständigen Gervase Markham, wie er Marocco trainiert hatte. Dieser widmete ihm in seinem Buch Cavelarice von 1607 ein Kapitel. Banks hatte das Fohlen von klein an immer selbst gefüttert und gepflegt und sehr viel Zeit mit ihm verbracht. Jeder Erfolg war mit Futter belohnt worden, Misserfolge hatten für Marocco Nahrungsentzug zur Folge. Um dem Tier beispielsweise das „Zählen“ beizubringen, lehrte Banks es erst mit einem Huf aufzustampfen, dann auf das Signal eines kleinen Stöckchens hin die Zahl seiner Tritte zu regulieren. Später brauchte Marocco keine Zeichen mehr, die mit dem Stöckchen übermittelt wurden, sondern reagierte auf Banks’ Mimik. Ähnlich funktionierte der Trick mit der Auswahl der Personen im Publikum, die Marocco auf die Bühne bringen oder denen er etwas überbringen sollte. Er erhielt zunächst die Anweisung durch Deuten mit dem Stock, später durch das Kommando „Be wise!“, das ihm anzeigte, dass er auf die falsche Person zuging, bzw. den Ausruf „So, boy!“, der ihm zeigte, dass er auf dem richtigen Weg war, und konnte schließlich auch in diesen Fällen allein durch Beobachtung seines Herrn in die richtige Richtung dirigiert werden.
Neben Markham war auch Samuel Rid, der Autor von Art of Jugling or Legerdemaine (1612), in diese Tricks eingeweiht. Er hatte bei einer Vorführung Banks’ beobachtet, dass Marocco aufhörte zu stampfen, wenn ein leichtes Schulterzucken seines Herrn ihm dies signalisierte, und stellte fest, dass Marocco unbedingt von diesen Signalen abhängig war: „[…] nothing can be done, but his master must first know, and then his master knowing, the horse is ruled by him by signs.“

## Maroccos Nachfolger
Zu William Banks’ Zeit war der Umgang mit Tieren in seiner Gesellschaft noch eher roh. Seine Dressurakte machten jedoch Schule. Schon zu Lebzeiten Maroccos waren in London viele dressierte Tiere zu sehen. Ein ähnlich begabtes Pferd wie Marocco war Billy, ein Star in Astley’s Circus in London im späten 18. Jahrhundert, der ähnliche Tanz- und Zählnummern vorführte wie sein Vorgänger und ebenfalls darauf dressiert war, unauffällige Hinweise seiner Trainer umzusetzen, so dass er aus eigener Vernunft zu handeln schien. Billy wurde, als der Zirkus in finanzielle Nöte geriet, als Wagenpferd verkauft und später zufällig wiederentdeckt. Da er trotz jahrelanger Unterbrechung seines Trainings unmittelbar auf ein Fingerschnipsen des Zirkusmitglieds, das ihn wiederfand, reagierte, wurde er wieder zurückgekauft und trat bis ins hohe Alter im Zirkus auf. Billy starb mit 42 Jahren. Aus seiner Haut wurde eine große Trommel gemacht, mit der im Zirkus spezielle Sensationen begleitet wurden.

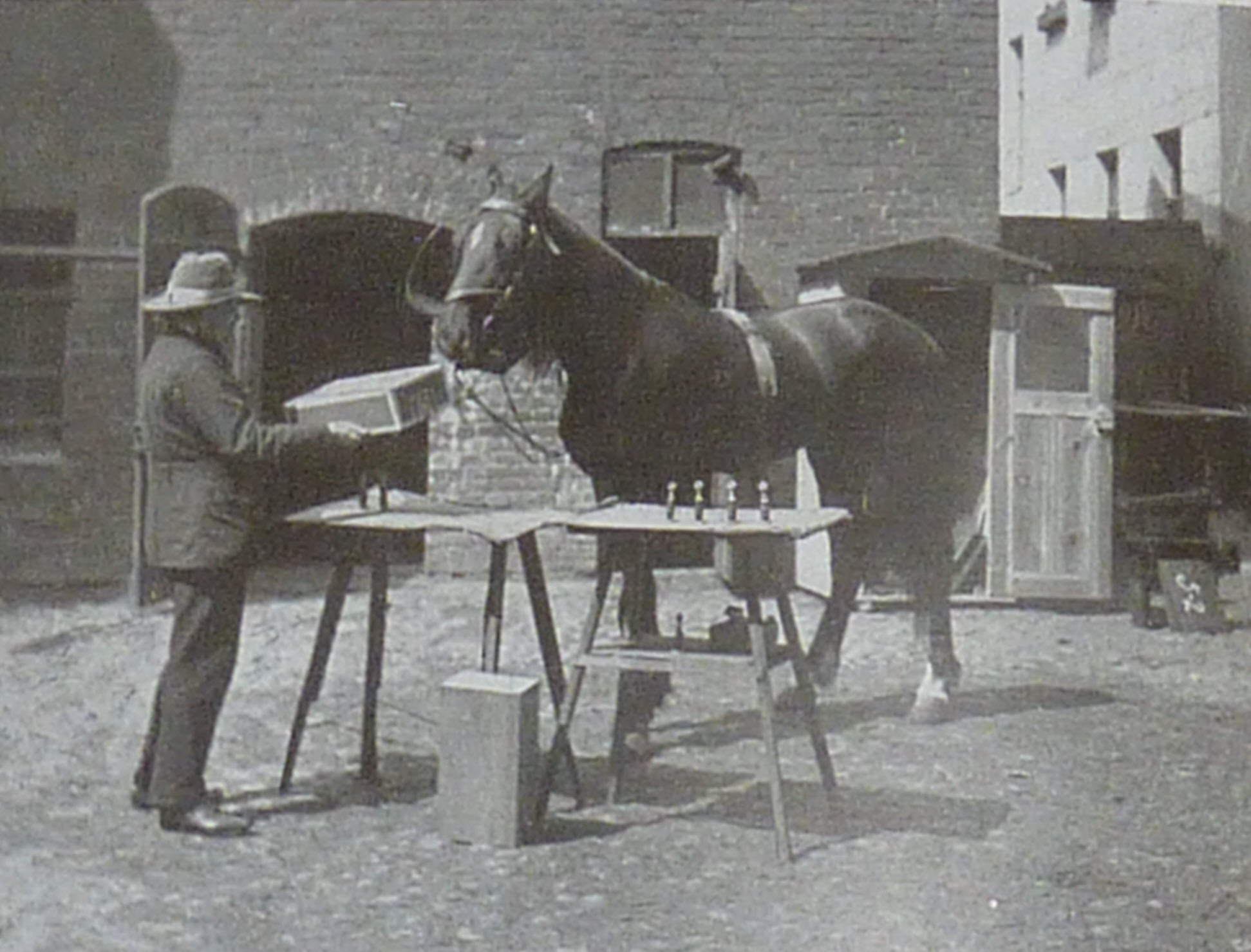
Der Kluge Hans in einer „Rechenstunde“

Gegen Ende des 19. Jahrhunderts wurden besonders akrobatische und Balancetricks mit Pferden beliebt; Doc Carver, einer der Scharfschützen um Buffalo Bill, führte damals gar Pferde vor, die von einem Sprungturm aus in ein Wasserbassin sprangen, andere ließen Ponys auf Stelzen gehen und ähnliche Tricks ausführen.
Die Tradition, auf winzige Zeichen zu reagieren, setzten Pferde wie der Kluge Hans fort, den erst Wilhelm von Osten und später Karl Krall trainierte, sowie die anderen Pferde, die Karl Krall in Elberfeld hielt, insbesondere Muhamed und Zarif. Sowohl von Osten als auch Krall scheinen allerdings von den Denkfähigkeiten ihrer Tiere überzeugt gewesen zu sein, wohingegen Oskar Pfungst und andere auch hier annahmen, dass die Tiere auf minimale, unwillkürliche körperliche Zeichen ihrer Dresseure reagierten, statt wirklich zu rechnen und zu buchstabieren. Auch Lady Wonder, eine Stute, die in den 1920er Jahren in den USA von sich reden machte, dürfte auf diese Weise gearbeitet haben. Keines dieser Tiere aber, so meint Jan Bondeson, erreichte jemals die Vielfalt an Fähigkeiten und Tricks, die Marocco sich anzueignen in der Lage war.